# هما عابدین
هما محمود عابدین (به انگلیسی: Huma Abedin) (متولد ۲۸ ژوئیهٔ ۱۹۷۶)، سیاستمدار آمریکایی است.
او در زمان فعالیت هیلاری کلینتون به عنوان وزیر امور خارجهٔ آمریکا، معاون رئیس دفتر وی بود. او در جریان انتخابات ریاست جمهوری سال ۲۰۰۸، دستیار هیلاری کلینتون در کمپین انتخاباتی وی بود و در کمپین انتخاباتی کلینتون در جریان انتخابات ریاست جمهوری سال ۲۰۱۶، نایب رئیس بود.

## کودکی و نوجوانی
پدر هما، سید زین العابدین، هندی و مادرش، صالحه محمود عابدین، پاکستانی هستند. پدر و مادرش هر دو دانش‌آموخته دانشگاه پنسیلوانیا هستند. پدرش در هند در دانشگاه الیگرد تحصیل کرده بود. پدر وی در سال ۱۹۷۸ میلادی مؤسسه مسائل اقلیت مسلمان را در لندن تأسیس کرد و سال بعد نشریه این مؤسسه که هر دو پس از مرگ او توسط همسرش اداره می‌شوند.
وی در کالامزو، میشیگان در آمریکا متولد شد و در دو سالگی همراه خانواده اش به جده در عربستان سعودی رفت. در طی دوران کودکی و نوجوانی خود مکرراً به سفر  می رفت و مدتی نیز به مدرسه بریتانیایی دخترانه رفت. سپس برای تحصیلات کالج به آمریکا بازگشت و در ۱۸ سالگی وارد دانشگاه جرج واشینگتن شد.

## زندگی شخصی

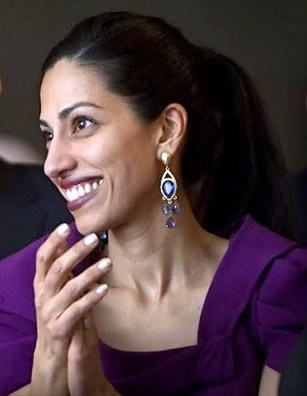
هما عابدین

وی مسلمان است و علاوه بر زبان انگلیسی، به زبان های عربی و اردو نیز تسلط دارد. عابدین در سال ۲۰۱۰ با انتونی وینر نمایندهٔ وقت حوزه انتخابیه نهمِ نیویورک در مجلس نمایندگان ایالات متحده آمریکا ازدواج کرد. بیل کلینتون این دو را به ازدواج یکدیگر درآورد. او در سال ۲۰۱۱ پسری به نام جردن زین وینر دنیا آورد. در سال ۲۰۱۶ پس از رسوایی سکستینگ وینر با یک دختر ۱۵ ساله، عابدین اعلام کرد از وی جدا می‌شود.
هیلاری کلینتون مربی و چهره‌ای مادرگونه برای عابدین خوانده شده‌است. کلینتون در سال ۲۰۱۰ در مراسم ازدواج عابدین به وینر گفت: «من یک دختر دارم؛ ولی اگر دختر دومی می‌داشتم، او هما می‌بود.» در جریان سفری که کلینتون و عابدین به عریستان سعودی داشتند، صالحه محمود عابدین، مادر او، به کلینتون گفت: «هیلاری، تو با دخترم در ۱۵ سال گذشته بیشتر از من وقت سپری کرده‌ای. من به تو حسودی می‌کنم!»
در ماه جولای سال ۲۰۲۲ گزارش شد که عابدین با بردلی کوپر رابطه دارد.